# Laurent Lokoli
Laurent Lokoli (Bastia, 18 oktober 1994) is een Franse tennisspeler. Hij heeft nog geen ATP-toernooi gewonnen. Wel deed hij al mee aan grandslamtoernooien. Hij heeft één challenger in het dubbelspel op zijn naam staan.

## Palmares
| Legenda                       | Legenda               |
| ----------------------------- | --------------------- |
| Grand Slam                    |                       |
| Olympische Spelen             |                       |
| tot 2009                      | vanaf 2009            |
| Tennis Masters Cup            | ATP Finals            |
| ATP Masters Series            | ATP Tour Masters 1000 |
| ATP International Series Gold | ATP Tour 500          |
| ATP International Series      | ATP Tour 250          |

### Mannendubbelspel
| Nr.                              | Datum       | Toernooi | Ondergrond | Partner          | Tegenstanders in finale         | Score    |
| -------------------------------- | ----------- | -------- | ---------- | ---------------- | ------------------------------- | -------- |
| Gewonnen challengers herendubbel |             |          |            |                  |                                 |          |
| 1.                               | 9 juli 2014 | Blois    | Gravel     | Tristan Lamasine | Guillermo Durán Máximo González | 7-5, 6-0 |

## Resultaten grote toernooien
| Legenda | Legenda                          |
| ------- | -------------------------------- |
| g.t.    | geen toernooi gehouden           |
| l.c.    | lagere categorie                 |
| –       | niet deelgenomen                 |
| G       | uitgeschakeld in de groepsfase   |
| 1R      | uitgeschakeld in de eerste ronde |
| 2R      | uitgeschakeld in de tweede ronde |
| 3R      | uitgeschakeld in de derde ronde  |
| 4R      | uitgeschakeld in de vierde ronde |
| KF      | uitgeschakeld in de kwartfinale  |
| HF      | uitgeschakeld in de halve finale |
| F       | de finale verloren               |
| W       | het toernooi gewonnen            |
| w-v     | winst/verlies-balans             |

### Enkelspel
| Grandslamtoernooien   |      |      |      |
| Australian Open       | –    | 1R   | –    |
| Roland Garros         | 1R   | –    | 1R   |
| Wimbledon             | –    | –    | –    |
| US Open               | –    | –    | –    |
| ATP World Tour Finals |      |      |      |
| ATP World Tour Finals | –    | –    | –    |
| ATP Masters 1000      |      |      |      |
| (Nog) geen deelname   |      |      |      |
| Olympische Spelen     |      |      |      |
| Olympische Spelen     | g.t. | g.t. | g.t. |
| Statistieken          |      |      |      |
| Totaal aantal titels  | 0    | 0    | 0    |
| Eindejaarsranking     | 285  | 580  | 663  |

### Mannendubbelspel
| Grandslamtoernooien   |      |
| Australian Open       | –    |
| Roland Garros         | 1R   |
| Wimbledon             | –    |
| US Open               | –    |
| ATP World Tour Finals |      |
| ATP World Tour Finals | –    |
| ATP Masters 1000      |      |
| (Nog) geen deelname   |      |
| Olympische Spelen     |      |
| Olympische Spelen     | g.t. |
| Statistieken          |      |
| Totaal aantal titels  | 0    |
| Eindejaarsranking     | 377  |